# Nisís Chinítsa
Nisís Chinítsa (Chenesar Island) är en ö i Grekland.   Den ligger i prefekturen Nomós Argolídos och regionen Peloponnesos, i den sydöstra delen av landet, 90 km sydväst om huvudstaden Aten.